# ラッセル・アバークロンビー
ラッセル・アバークロンビー（Lascelles Abercrombie、1881年1月9日 - 1938年10月27日）はイギリスの詩人、評論家。マンチェスター大学卒業後、ジャーナリストを経てリバプール大学、ロンドン大学、オックスフォード大学の教授を歴任する。ジョージ王朝期の詩風を持つイギリスを代表する詩人のひとり。

## 作品
詩劇
- 『聖トマスの競売』（1911年）

詩集
- 『マリアの野履』（1910年）
- 『愛の形象』（1912年）

批評作品
- 『トマス・ハーディ』（1912年）
- 『詩の理論』（1924年）
- 『文学批評の諸理論』（1932年）